# Chauffe-moteur

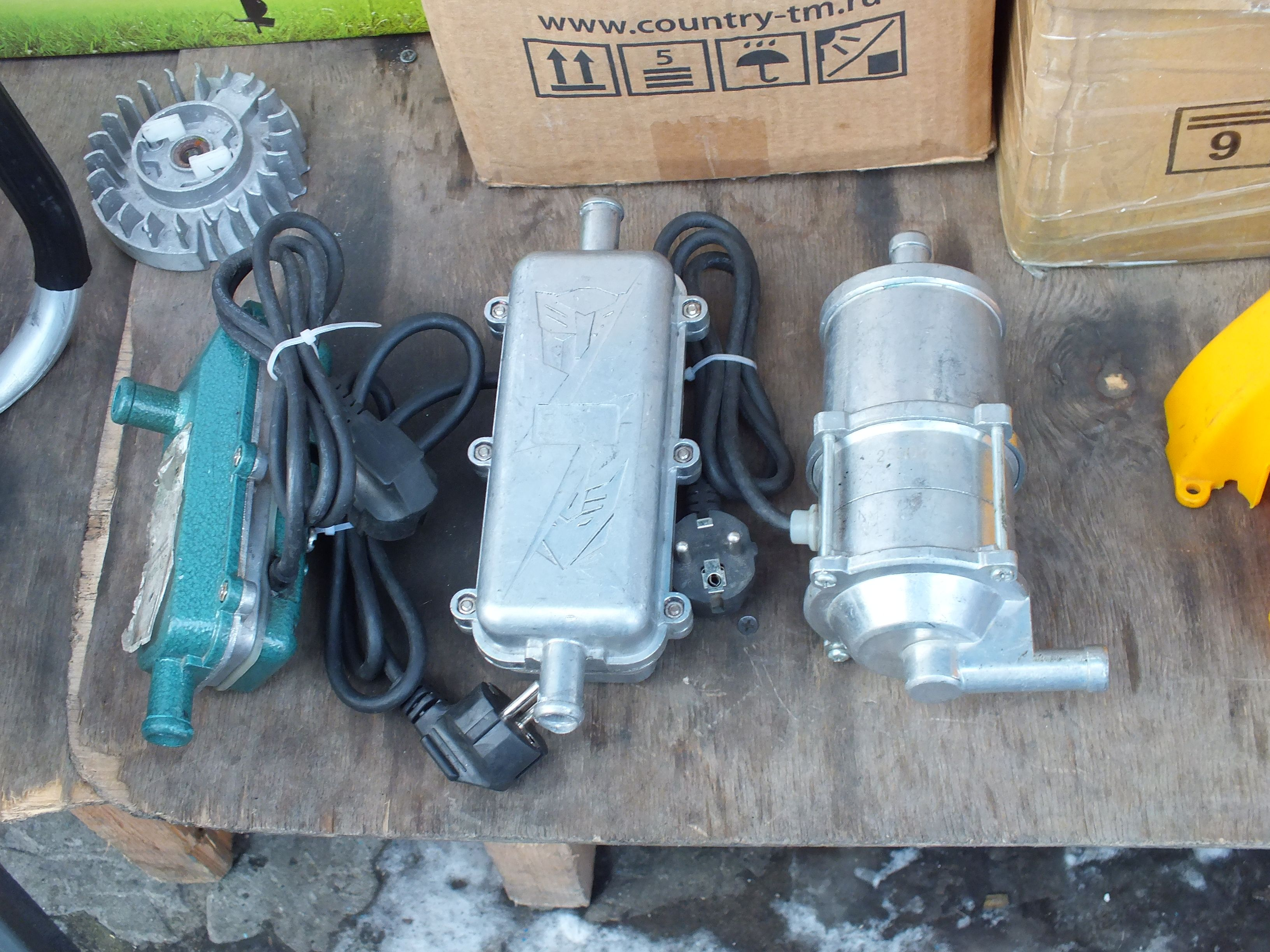
Chauffe-moteur électriques avec pompe de circulation intégrée (2015).

Un chauffe-moteur est utilisé dans les climats froids pour réchauffer un moteur avant le démarrage.

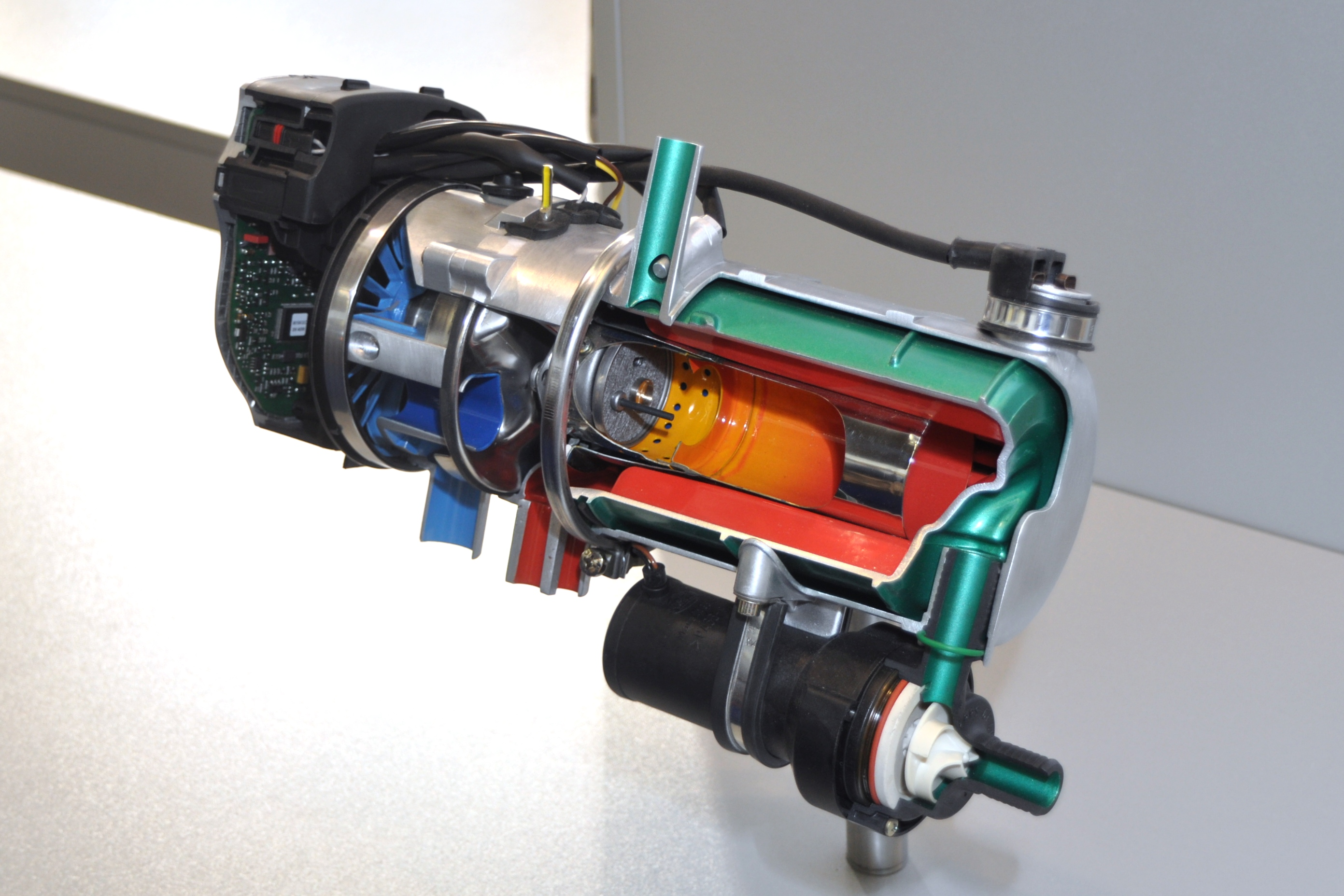
Chauffage pour bloc moteur diesel, équipé d’une pompe à liquide de refroidissement, 2011 (vue en coupe).

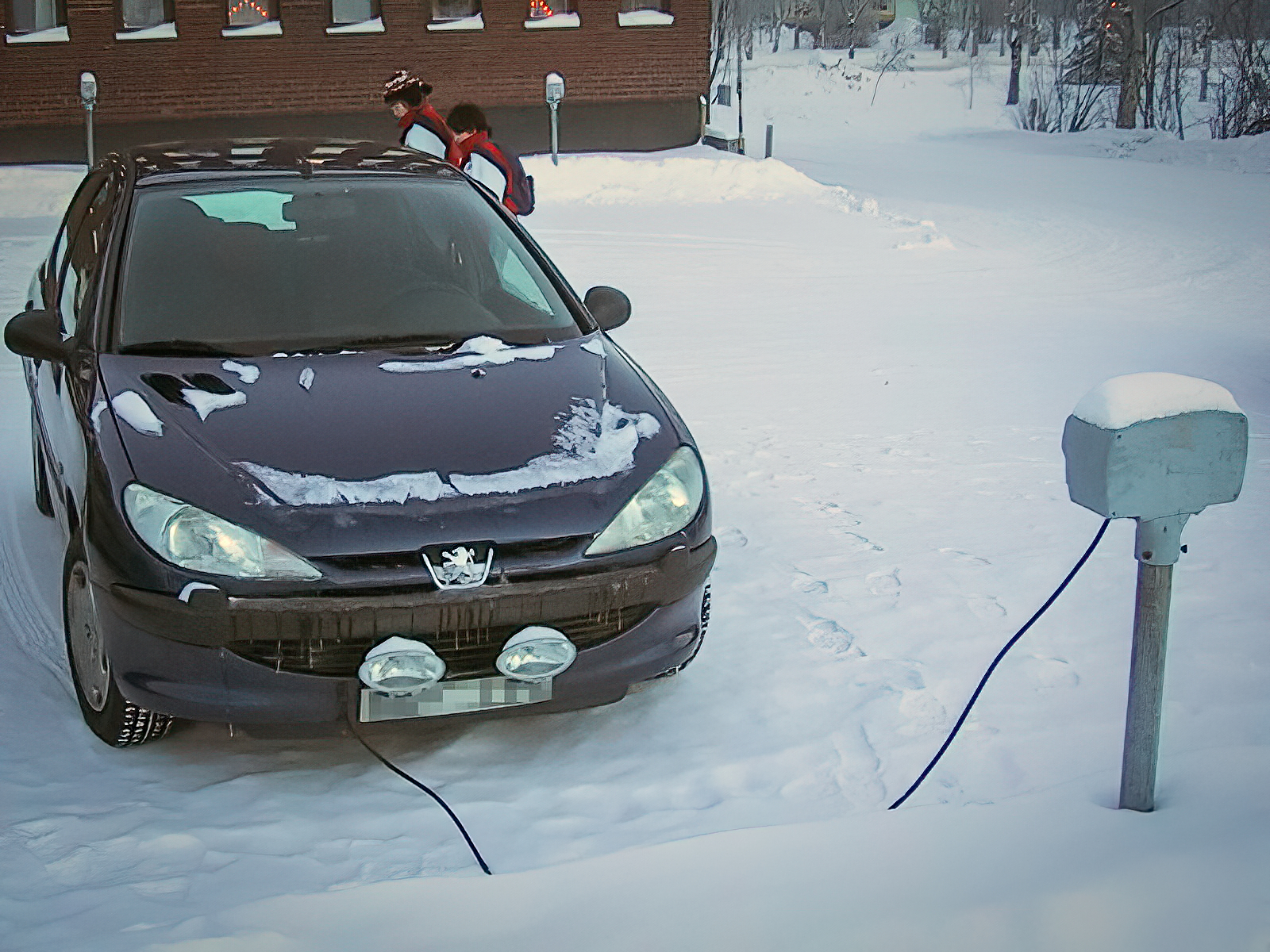
Rechargement d'un chauffe-moteur d'une Peugeot 206 par un poste d'alimentation électrique au nord de la Suède (2001).

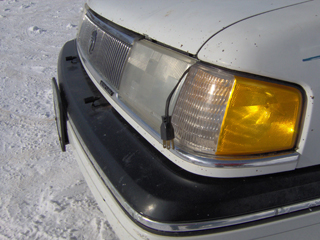
Câble électrique pour alimenter un chauffe-moteur.

Il est principalement utilisé pour les moteurs de voitures, mais a également été utilisé pour des moteurs d'avions, ainsi que sur des  moteurs diesel de générateurs de secours, afin de réduire le temps nécessaire aux générateurs pour atteindre leur pleine puissance en cas d'urgence.
Le modèle le plus courant de chauffe-moteur est une résistance électrique chauffante intégrée au bloc moteur.

## Buts
Le préchauffage d'un moteur est principalement utilisé pour faciliter son démarrage. Les avantages supplémentaires sont les suivants :
- Le chauffage de la cabine produit de la chaleur plus tôt pour le confort et pour dégeler le pare-brise[1].
- La réduction de la condensation du carburant sur les parois froides des cylindres pendant le démarrage, ce qui permet d'une part d'économiser du carburant, ce qui réduit les émissions de gaz d'échappement, et d'autre part de réduire la dilution du gasoil par l'essence raclée dans le carter d'huile par les segments de piston.
- Le moteur atteint plus rapidement sa température de fonctionnement, ce qui lui permet de fonctionner moins longtemps en surrégime. Cela réduit encore la consommation de carburant et les émissions.
- Le démarreur et la batterie sont moins sollicités, ce qui prolonge leur durée de vie.
- Le moteur s'use moins grâce à une meilleure circulation de l'huile.
- La réduction de la nécessité d'utiliser un démarreur à distance permet d'économiser du carburant et de réduire les émissions.